# Arne Olsson (biskop)
Arne Olsson, född 31 mars 1930 i Frändefors i Dalsland, död 12 mars 2024, var en svensk präst, missionsbiskop i Missionsprovinsen och innan dess kyrkoherde inom Svenska kyrkan. 
Arne Olsson prästvigdes 1962 för Karlstads stift och återvände dit efter att en period ha varit kyrkoherde i Habo pastorat i Skara stift. Hans sista tjänst i Svenska kyrkan var som kyrkoherde i Bolstads pastorat, präglat av traditionerna från L M Engström och den inomkyrkliga väckelsen. Efter pensioneringen 1992 innehade han som emeritus flera förordnanden som vice pastor eller vikarierande kyrkoherde i södra Dalsland. 
Den 5 februari 2005 vigdes han till Missionsprovinsens förste missionsbiskop av biskop Walter Obare Omwanza från Evangelical Lutheran Church of Kenya. Som valspråk valde han Man måste lyda Gud mer än människor ur Apg 5:29. I och med att han valde att bli biskop i Missionsprovinsen förklarade Karlstads domkapitel Olsson som obehörig att utöva prästämbetet inom Svenska kyrkan, vars beslut fastställdes av Svenska kyrkans överklagandenämnd 25 november 2005. Inom Missionsprovinsen har han vigt 4 biskopar, 21 präster och 1 diakon. Den 27 mars 2010 vigde han till sin efterträdare Roland Gustafsson.
Vid Missionsprovinsens konvent i september 2010 överlämnades en festskrift till honom, "Lyda Gud mer än människor".

## Utmärkelser
- 2010 – Beijer Göran, Birgersson Bengt, Okkels Jakob, red. Lyda Gud mer än människor: festskrift till Arne Olsson, Missionsprovinsens förste biskop. Göteborg: Missionsprovinsen i Sverige och Finland. Libris 12272198. ISBN 978-91-633-7392-3, festskrift överlämnad 2010